# کارنوال فسینیشن
کارنوال فسینیشن (به انگلیسی: Carnival Fascination) یک کشتی است که طول آن ۸۵۵ فوت (۲۶۱ متر) می‌باشد. این کشتی در سال ۱۹۹۴ ساخته شد.